# Trnava pri Laborci
Trnava pri Laborci, dříve Tarnava, je obec na Slovensku, v okrese Michalovce v Košickém kraji. V roce 2011 zde žilo 574 obyvatel.

## Poloha
Trnava pri Laborci sousedí na severozápadě s obcí Oreské, na západě s obcí Zbudza, na jihozápadě s městem Michalovce, na východě s obcí Vinné, na severovýchodě s obcí Porúbka. Od vinic se dá vyjít na Vinianský hrad.

## Památky
- Řeckokatolický kostel Seslání sv. Ducha, jednolodní barokní stavba se segmentovým ukončením presbytáře a predstavěnou věží, z roku 1713. Úpravami prošel v letech 1870–1872. Interiér kostela je zaklenut valenou klenbou s lunetami. Nachází se zde oltář s obrazem Seslání sv. Ducha od A. Breinera z roku 1872, ostatní zařízení kostela je novodobé. Fasády chrámu jsou členěny půlkruhově ukončenými okny se šambránami. Věž má nárožní zaoblení, je ukončena barokní helmicí s laternou.[5]

- Ehrenheimovská kúria, jednopodlažní barokní bloková stavba s mansardovou střechou z poloviny 18. století. Úpravou prošla v roce 1953, kdy byla necitlivě přefasádovaná.[6] V současnosti má kúrie hladké fasády a okna nevhodného horizontálního formátu. Fasádě dominuje rizalit s trojúhelníkovým štítem s tympanonem.

- Soubor čtyř kamenných pěších mostů, technické památky překlenující místní potok z 19. století.[7]